# Lunga vară fierbinte (film din 1958)

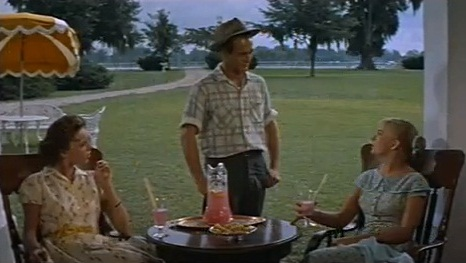
Sarah Marshall (Agnes), Paul Newman (Ben) și Joanne Woodward (Clara) într-o scenă din film

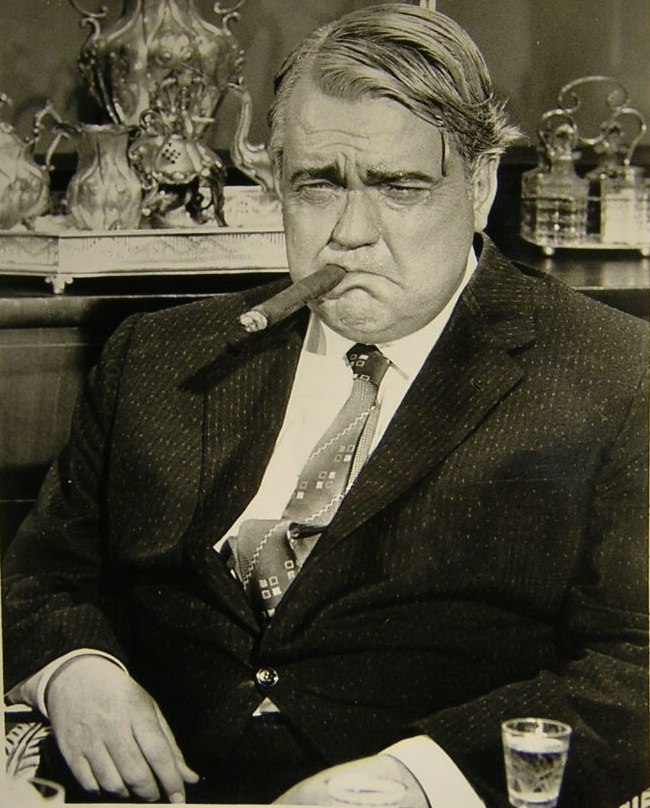
Orson Welles în rolul lui Will Varner

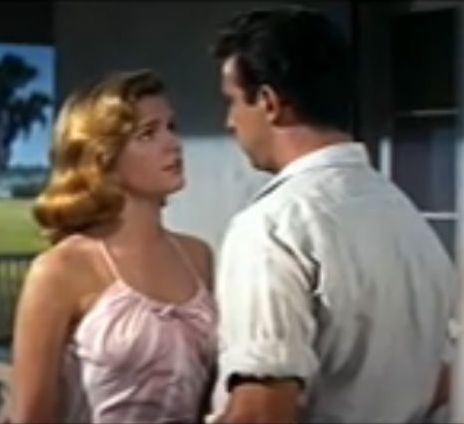
Eula și Jody

Lunga vară fierbinte (titlul original: în engleză The Long, Hot Summer) este un film dramatic american, realizat în 1958 de regizorul Martin Ritt. Scenariul a fost scris de Irving Ravetch și Harriet Frank Jr., bazat parțial pe trei lucrări ale lui William Faulkner: nuvela din 1931 „Spotted Horses”, povestirea din 1939 „Hambarul în flăcări” (Barn Burning) și romanul din 1940 „Cătunul” (The Hamlet). 
Titlul este preluat din „Cătunul”, deoarece cartea a treia se numește „Vara lungă” (The Long Summer). Unele personaje, precum și tonul, au fost inspirate de piesa lui Tennessee Williams din 1955, „Pisica pe acoperișul fierbinte” (Cat on a Hot Tin Roof), a cărei adaptare cinematografică, avându-l pe Paul Newman într-un rol principal a fost lansată cinci luni mai târziu.
Protagoniștii filmului sunt actorii Paul Newman, Joanne Woodward, Orson Welles, Anthony Franciosa și Lee Remick. 

## Rezumat
Ben Quick este un tânăr cu aspect plăcut dar cu o atitudine rebelă și amorală, forțat să părăsească un oarecare oraș pentru că este considerat incendiatorul unui hambar, acest lucru însă nefiind dovedit. Este o vară fierbinte, iar el ajunge într-o mică localitate Frenchman's Bend, Mississippi, făcând autostopul pe drum cu Clara Varner și cumnata sa Eula. Tatăl Clarei este Will Varner, proprietar de plantație bogat, dar tiranic, care deține o mare parte din oraș. Will Varner este în spital, dar fiul său Jody îi dă lui Ben o slujbă pentru recoltare la ferma familiei. Când Will Varner se întoarce de la spital, el se recunoaște în tânărul ambițios și fără compromisuri, Ben. Pe de altă parte, Will se gândește prea puțin la fiul său Jody, pe care îl consideră prea blând și fără inițiativă.
Plăcându-i felul hotărât a lui Ben, Will încearcă să-l cupleze pe tânăr cu Clara. El vrea chiar să-l convingă pe Ben cu averea lui și că îl va moșteni. Deși Clara este fascinată de Ben, totuși îl respinge. Ea are de asemenea îndoieli, pentru că are de multă vreme un admirator, în consăteanul Alan Stewart. În ciuda acestui fapt, Ben o curtează din ce în ce mai asiduu, dar ea nu vrea să intre într-o căsătorie lipsită de dragoste. 
Când Ben reușește creșterea afacerilor familiei Varner prin vânzarea cu succes a cailor sălbatici și i se permite să locuiască împreună cu ei, Jody se simte din ce în ce mai amenințat în poziția sa de moștenitor al companiei. Jody chiar încearcă să-l împuște pe concurentul său Ben, la un moment dat. Furios pe tatăl său, Jody îl închide într-un hambar și îi dă foc, dar nu poate îndura acest paricid și îl salvează pe Will din hambarul în flăcări. Acest lucru duce la o reconciliere între tată și fiu.
Între timp, sătenii îl suspectează pe Ben că el a pus focul. În timpul acestor suspiciuni, Ben și Clara se apropie din ce în ce mai mult în timp ce el îi povestește despre copilăria lui, când tatăl său era piroman și că el însuși era suspectat de piromanie doar din cauza originii sale. Părintele Will înfățișează incendiul din hambar ca pe un accident cauzat de trabucul său. Ben vrea să plece din oraș, dar și Clara recunoaște că a început să îl placă, iar Ben rămâne așadar alături de familia Varner.

## Distribuție
- Paul Newman – Ben Quick
- Joanne Woodward – Clara Varner
- Orson Welles – Will Varner
- Anthony Franciosa – Jody Varner
- Lee Remick – Eula Varner, soția lui Jody
- Angela Lansbury – Minnie Littlejohn
- Richard Anderson – Alan Stewart
- Sarah Marshall – Agnes Stewart
- Mabel Albertson – Mrs. Stewart
- J. Pat O’Malley – Ratliff, Auktionator
- Bill Walker – Lucius, Varners Diener

## Premii și nominalizări
- 1958 Festivalul de Film de la Cannes
  - Premiul Cel mai bun actor acordat lui Paul Newman;
  - Nominalizare la Palme d'Or pentru Martin Ritt;
- 1958 – National Board of Review of Motion Pictures a inserat filmul în lista celor mai bune zece filme ale anului.

## Aprecieri
„ Lectură superficială și melodramatică a celebrului roman al lui William Faulkner. Dar ce distribuție! Welles, mereu cu gura prelungită de trabuc și, pentru prima oară, Newman și Woodward parteneri! El, bădăran cu ochi albaștri și reci, ea malițioasă și agresivă, sorbindu-se din priviri. ”—T. Caranfil , Dicționar universal de filme 

## Literatură
- Faulkner, William, Cătunul, tradus de Eugen Barbu, Andrei Ion Deleanu, București, 1967: Editura pentru Literatura Universală, 368 pag.;